# Räddningsstation Kalmar
Räddningsstation Kalmar är en av Sjöräddningssällskapets räddningsstationer.
Räddningsstation Kalmar ligger i Tullhamnen i Kalmar. Den inrättades 2005 och har 29 frivilliga.
I mars 2005 fick stationen sin första båt, den tidigare man överbord-båten Rescue Don Pasqualle, och samma år levererades Rescue Swedbank av Gunnel Larssonklass. Stationen var operativ och invigdes 2006. År 2009 fick stationen en Rescuerunner och under hösten 2009 också ett miljöräddningssläp. År 2010 flyttades stationen till Tullhamnen, där ett nytt stationshus samt båthissar iordningställts. Ett nytt stationshus invigdez 2012, och samma år kompletterades flottan med en täckt båt, en tidigare Storebro Stridsbåt 90 E, Rescue Kalmarsund.

## Räddningsfarkoster
- Rescue Kersti Hydén av Victoriaklass, byggd 2012
- Sonja Margith, en 8,4 meter lång, öppen räddningsbåt av Gunnel Larssonklass, byggd 2016
- Rescue Agneta Trygger, öppen Ivanoff Hovercraft svävare, byggd 2021
- 3-37 Rescuerunner Nils-Oskar, byggd 2008
- Miljöräddningssläp Kalmar, byggt av Marine Alutech

## Tidigare räddningsfarkoster
- 90-139 Kalmarsund, en 11,9 meter lång tidigare Stridsbåt 90 E, byggd 1994 och utlånad av Försvarsmakten
- Rescue Swedbank av Gunnel Larssonklass, flyttad till Räddningsstation Simpevarp

## Bildgalleri

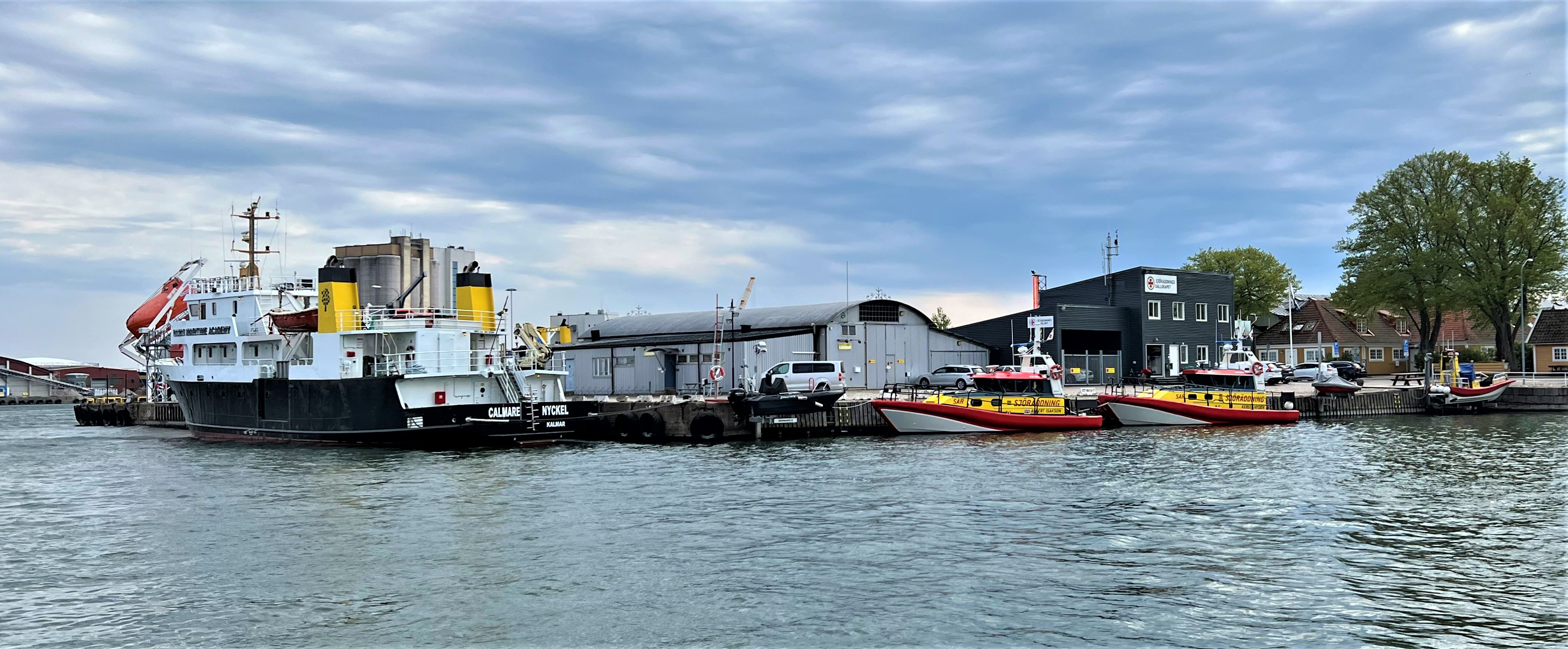
Räddningsstation Kalmar i Tullhamnen. Till vänster om stationen sjöfartshögskolans utbildningsfartyg M/S Calmare Nyckel.
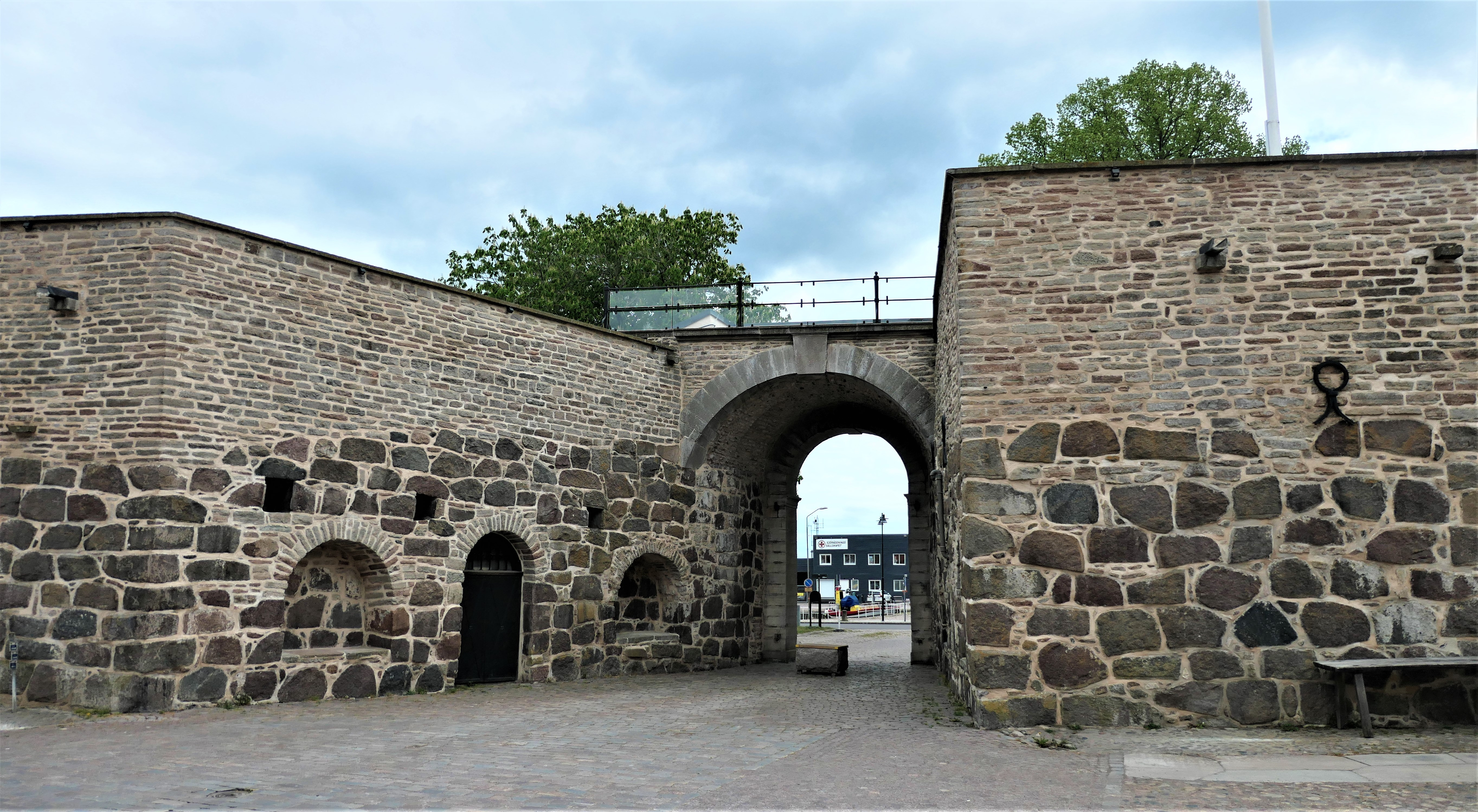
Räddningsstationen sedd från Lilla torget, genom Kavaljersporten.
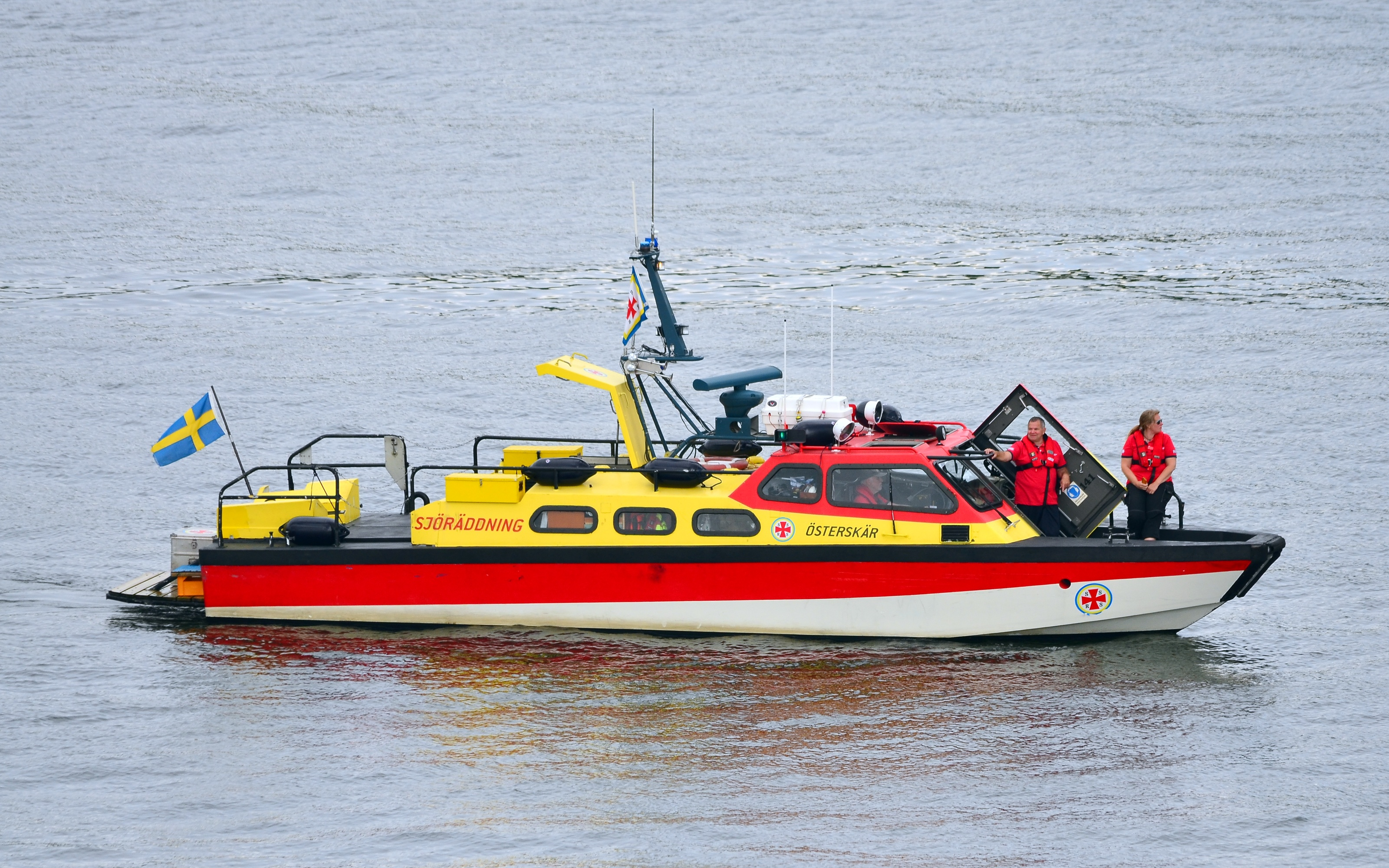
Rescue Österskär, systerbåt till Rescue Kalmarsund.